# Luc Thériault
Pour les articles homonymes, voir Thériault.
Luc Thériault, né le 31 janvier 1960 à Montréal, est un enseignant et homme politique canadien. Il est député de la circonscription de Montcalm à la Chambre des communes depuis les élections fédérales de 2015, représentant le Bloc québécois. Il est auparavant député de la circonscription de Masson à l'Assemblée nationale du Québec pour le Parti québécois de 2003 à 2007.

## Biographie
Luc Thériault obtient un baccalauréat et une maîtrise en philosophie de l'Université du Québec à Montréal, en 1984 et 1988 respectivement. Il est aussi titulaire d'un diplôme d'études supérieures spécialisées dans le domaine bioéthique de l'Université de Montréal obtenu en 2002. Il est professeur de philosophie au Collège de Maisonneuve de 1985 jusqu'en 2005. Après sa défaite électorale de 2007, il retourne à l'enseignement à ce même collège. Thériault est membre du comité de l'éthique de l'Hôpital Maisonneuve-Rosemont et du centre d'hébergement Jeanne-LeBer entre 2000 et 2003. Il siège aussi au conseil d'administration de la Coopérative scolaire Maisonneuve de 2001 jusqu'à 2003. En 2009 et 2010, il est président du Mouvement Montréal français.

### Carrière politique
Luc Thériault milite au Parti québécois avant son élection comme député de Masson en 2003, en étant membre du Bureau national du parti, et président régional de Montréal-Ville-Marie entre 1999 et 2003. En 2005, il est porte-parole de l'opposition officielle en matière de réforme des institutions démocratiques. Luc Thériault est défait aux élections générales de 2007,.
En 2013, il se lance dans la campagne électorale municipale de Mascouche et tente d'en devenir le maire. Il présente une équipe complète de huit candidats sous le nom Équipe Luc Thériault. Il termine en deuxième position avec 35,8 % des votes derrière le candidat élu, Guillaume Tremblay. Aucun candidat de l'Équipe Luc Thériault ne remporte de siège.
Il fait un retour en politique au niveau fédéral et se présente pour le Bloc québécois aux élections fédérales canadiennes de 2015 dans la circonscription de Montcalm. Il remplace au pied levé, alors que la campagne est déjà déclenchée, le candidat bloquiste Jacques Tremblay, qui se retire dans la controverse. En effet, ce dernier avait partagé sur les réseaux sociaux une vidéo du Front national tournée à la suite de l'attentat contre Charlie Hebdo. Le 19 octobre 2015, il est élu député en devançant de près de 10 % le candidat libéral. Il fait alors partie des dix députés du parti indépendantiste. 
Dès son élection, il est nommé leader parlementaire du Bloc, ainsi que porte-parole sur les dossiers de la Santé, de la Réforme démocratique, du Développement international, des Pipelines et de l'Accès à l'information.
Le 28 février 2018, il claque la porte du Bloc québécois pour siéger comme indépendant avec six autres députés, avec qui il forme un groupe parlementaire québécois, Québec debout.  Les députés démissionnaires contestent le leadership de la cheffe bloquiste Martine Ouellet.  Il déclare: « On s’attend d’un leader qu’il inspire l’admiration, le rassemblement et qu’on aille envie de prendre une balle pour lui. Que même s’il y a des différends, qu’on puisse aller dans la même direction. Il ne faut pas qu’il y ait toujours de la confrontation ». Il réintègre le Bloc québécois en septembre, après la démission de Martine Ouellet, et retrouve la fonction de leader parlementaire.
Luc Thériault est réélu lors des élections de 2019 avec 58 % des voix. Il est alors nommé porte-parole pour la Santé et les Institutions démocratiques. Le 29 janvier 2020, il est nommé vice-président du comité permanent de la Chambre des communes pour la Santé.

## Résultats électoraux
|       | Candidat                  | Parti                | # de voix | % des voix |
|       | Gisèle Desroches          | Conservateur         | +05 093,  | 9,61 %     |
|       | Luc Thériault             | Bloc québécois       | +19 405,  | 36,61 %    |
|       | Louis-Charles Thouin      | Libéral              | +14 484,  | 27,32 %    |
|       | Martin Leclerc            | NPD                  | +12 431,  | 23,45 %    |
|       | Yumi Ang                  | Vert                 | +00976,   | 1,84 %     |
|       | (sortant) Manon Perreault | Forces et Démocratie | +00620,   | 1,17 %     |
| Total | Total                     | Total                | 53 009    | 100 %      |

| Candidat           | Parti                            | Vote | %       |
| ------------------ | -------------------------------- | ---- | ------- |
| Guillaume Tremblay | Vision démocratique de Mascouche | 9438 | 53,7 %  |
| Luc Thériault      | Équipe Luc Thériault             | 6296 | 35,82 % |
| Pierre Nevraumont  | Indépendant                      | 1842 | 10,48 % |

|                                                                                               | Nom                     | Parti               | Nombre de voix | %      | Maj.  |
| --------------------------------------------------------------------------------------------- | ----------------------- | ------------------- | -------------- | ------ | ----- |
|                                                                                               | Ginette Grandmont       | Action démocratique | 18 808         | 43,8 % | 3 394 |
|                                                                                               | Luc Thériault (sortant) | Parti québécois     | 15 414         | 35,9 % | -     |
|                                                                                               | Denise Cloutier         | Libéral             | 6 058          | 14,1 % | -     |
|                                                                                               | Jean Bonneau            | Vert                | 1 569          | 3,7 %  | -     |
|                                                                                               | Marco Legrand           | Québec solidaire    | 1 059          | 2,5 %  | -     |
| Total                                                                                         | Total                   | Total               | 42 908         | 100 %  |       |
| Le taux de participation lors de l'élection était de 74,3 % et 529 bulletins ont été rejetés. |                         |                     |                |        |       |

|                                                                                               | Nom              | Parti               | Nombre de voix | %      | Maj.  |
| --------------------------------------------------------------------------------------------- | ---------------- | ------------------- | -------------- | ------ | ----- |
|                                                                                               | Luc Thériault    | Parti québécois     | 15 445         | 44,8 % | 4 074 |
|                                                                                               | Richard Marcotte | Libéral             | 11 371         | 33 %   | -     |
|                                                                                               | Nathalie Fillion | Action démocratique | 7 637          | 22,2 % | -     |
| Total                                                                                         | Total            | Total               | 34 453         | 100 %  |       |
| Le taux de participation lors de l'élection était de 70,9 % et 803 bulletins ont été rejetés. |                  |                     |                |        |       |